# Andrzej Pikul
Andrzej Pikul (ur. 7 czerwca 1954 w Krośnie) – pianista, pedagog i profesor.

## Życiorys
Ukończył studia pianistyczne w klasie Tadeusza Żmudzińskiego w Akademii Muzycznej w Krakowie (1980). Studia kontynuował w mistrzowskiej klasie prof. Paula Badury-Skody w Hochschule für Musik und Darstellende Kunst w Wiedniu. Uczestniczył w kursach mistrzowskich pod kierunkiem m.in. Reginy Smendzianki w Weimarze, Tamása Vásárego w Asyżu, Guido Agostiego w Sienie, Germain Mounier oraz Vlado Perlemutera w Paryżu.
Jest laureatem Festiwalu Pianistyki Polskiej w Słupsku (1981), Międzynarodowego Konkursu „Fondation Cziffra” Senlis (1983), Konkursu Radiofonii Europejskiej Bratysława '85 (w duecie z barytonem Andrzejem Dobberem). Posiada w dorobku nagrania płytowe, m.in. IV Symfonii Koncertującej Karola Szymanowskiego oraz wszystkich dzieł fortepianowych Alberto Ginastery dla wytwórni DUX.
Prowadził kursy mistrzowskie w Brazylii (Universidade de Brasilia), Chile (Universitat de La Serena), Hiszpanii (Conservatorio de La Coruna), Japonii (Osaka College of Music, Kobe College), Niemczech (Hochschule fur Musik Leipzig, Hochschule fur Musik Karsruhe, Hochschule fur Musik Stuttgart), Portugalii (Universidade de Aveiro) i Wielkiej Brytanii (Londyn). Był jurorem konkursów pianistycznych w Agripoli, Andorze, Barcelonie, Osace i Hongkongu.
Inicjator i dyrektor artystyczny Letnich Akademii Muzycznych w Krakowie (od 1999 roku) oraz Festiwalu im. Księcia Michała Kleofasa Ogińskiego w Iwoniczu Zdroju (od 2008 roku).
Jest honorowym obywatelem miasta La Serena w Chile (1994). 
Tytuł profesorski otrzymał w 2002 r. Prowadzi klasę fortepianu na Akademii Muzycznej w Krakowie. Pełnił także funkcję dziekana wydziału instrumentalnego oraz prorektora ds. współpracy z zagranicą. W latach 2010–2020 był kierownikiem Katedry Fortepianu.
Został odznaczony Srebrnym Krzyżem Zasługi (2005) oraz Brązowym Medalem 'Zasłużony Kulturze' Gloria Artis (2008). Otrzymał również nagrodę Raya E. i Ruth A. Robinsonów 'Excellence in Teaching' (2007).